# Charmosyna josefinae
El lori de Josefina (Charmosyna josefinae) es una especie de ave psitaciforme de la familia Psittaculidae endémica de Nueva Guinea.

## Descripción
El lori de Josefina mide alrededor de 24 cm de largo, incluida su larga cola. Su plumaje es principalmente rojo, con la parte superior de las alas verde, y manchadas con algo de azul y amarillo según distintas las subespecies. Tiene plumas amarillas en la parte inferior de la cola y la parte terminal de algunas la superior, y plumas verdes en los laterales. Presenta una ancha lista negra en la nuca que se prolonga hasta los ojos, cuyo borde superior está salpicado de azulado. Su vientre y muslos son negruzcos. Su pico es anaranjado y sus ojos amarillos. Presenta ciento dimorfismo sexual. Los machos tienen una mancha azul oscuro en el obispillo mientras que el obispillo de las hembras es amarillo, al igual que parte de sus flancos, que en los machos es negruzca.

## Distribución
El lori de Josefina se encuentra únicamente en la isla de Nueva Guinea, distribuido por las selvas húmedas de su cordillera central, salvo en su tramo oriental.

## Taxonomía
Fue descrito científicamente por el naturalista alemán Finsch en 1873. Se reconocen tres subespecies:
- Charmosyna josefinae cyclopum  Hartert, 1930;
- Charmosyna josefinae josefinae  (Finsch, 1873);
- Charmosyna josefinae sepikiana  Neumann, 1922.